# Sumovski
Sumovski - Сумовский (rus) - és un poble (un possiólok) de l'óblast de Bélgorod, a Rússia. El 2021 tenia 101 habitants. Pertany al districte (raion) de Rakítnoie.